# Зейтун (Мальта)
Зейтун (мальт. Iż-Żejtun) — місто на Мальті, адміністративний центр однойменного округу та муніципалітету Зейтун

## Історія
У середньовіччі місцевість, де зараз розташоване місто Зейтун — на півдні острова Мальта — називалася le terre di Santa Caterina (іт. — Землі святої Катерини). Тоді італійська була офіційною мовою на острові. 1614 року місто зазнало нападу турецьких піратів і самотужки змогло відбити нападників. Напади піратів були частим явищем у той час. Під час французької морської блокади в 1799—1801 роках місто не відігравало значної ролі, тут розташовувалися лише казарми мальтійського війська.
Під час Першої світової війни тут розташовувалися численні шпиталі, у яких лікували поранених французьких та британських солдатів. Завдяки цим шпиталям виникло прізвисько для Мальти — «середземноморська медсестра». З набуттям незалежності місто значно розрослося.
За останні 50 років місто відоме запеклими політичними зіткненнями, які 1987 року вилилися у справжню вуличну битву між прихильниками націоналістичної партії Partid Nazzjonalista та лейбористами (Malta Labour Party), що розгорнулася на центральній вулиці міста Tal-Barrani.

## Визначні місця

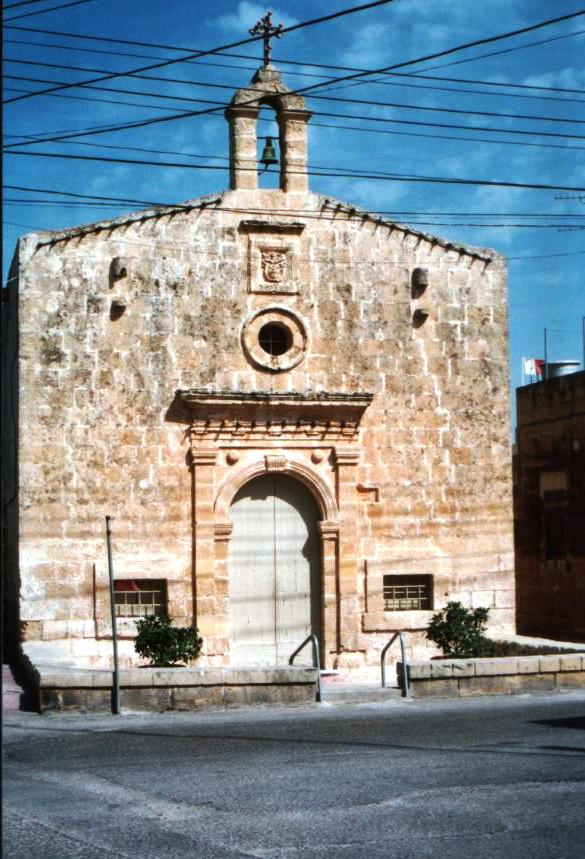
Капела Клеменса, споруджена 1622 року

У місті збереглися нечисленні пам'ятки римського часу, зокрема одна римська вілла. Тут розташована церква, присвячена святій Катерині Александрійській, яка будувалася з 1622 по 1720 рік. На околиці міста збереглася попередня церква святої Катерини, яка зараз носить ім'я святого Георгія. У місті є чимало капел, наприклад капела святого Клеменса, капела Спасителя, капела Вознесіння, Святого Духа тощо.

## Відомі люди
Народились
- Джордж Велла — мальтійський політик, 10-й президент Мальти
- Тревор Зара — мальтійський письменник, поет, художник-ілюстратор, драматург, перекладач, громадський діяч